# Torrent de la Baga del Salamó

El Torrent de la Baga del Salamó, respecte del terme de Granera

El torrent de la Baga del Salamó és un torrent del terme municipal de Granera, al Moianès.
Està situat a la mateixa Carena de Coll d'Ases, des d'on davalla cap al nord, deixant al cap de poc el Camp dels Espernallacs a ponent. Ressegueix tota la Baga del Salamó, que és a la dreta del torrent, i rep per l'esquerra el torrent de la Font del Salamó. Deixa a l'esquerra la Cinglera de la Baga del Salamó, al capdamunt de la qual hi ha la masia del Salamó, i aviat, al nord-est de la masia, s'aboca en el torrent de Salvatges.